# Rolf Lohse (Fußballspieler)
Rolf Lohse (* 16. Dezember 1931) ist ein ehemaliger deutscher Fußballspieler. Für die BSG Chemie Leipzig und den SC Lokomotive Leipzig spielte er in den 1950er-Jahren in der DDR-Oberliga, der höchsten Liga im DDR-Fußball.

## Sportliche Laufbahn
Seine erste Oberligasaison bestritt Rolf Lohse bei der Betriebssportgemeinschaft (BSG) Chemie Leipzig 1952/53. Noch vor dem Punktspielstart wurde der 20-Jährige im Freundschaftsspiel BSG Chemie – Hertha BSC (3:2) am 22. Juni 1952 als rechter Verteidiger eingesetzt. In der laufenden Saison kam er nur zu einem Oberligaspiel, bei dem er am 14. Spieltag in der Begegnung Rotation Dresden – BSG Chemie (4:1) auf der linken Abwehrseite spielte. Die übrige Zeit verbrachte Lohse in der Reservemannschaft. In der Spielzeit 1953/54 setzte ihn der Chemie-Trainer Alfred Kunze in den ersten fünf Oberligaspielen ein, wo er in der nun neu eingeführten Dreierkette in der zentralen Abwehr spielte. Danach kam Lohne nur noch in Abständen zu sieben weiteren Oberligaeinsätzen. Zur Saison 1954/55 traten die Leipziger als SC Lokomotive an. Lohse blieb mit sechs Oberligaspielen wieder nur Ersatzspieler, wobei er in zwei seiner drei Vollzeitspielen im Angriff eingesetzt wurde. 
Ab 1956 wurde im DDR-Fußball nach sowjetischem Vorbild im Kalenderjahr-Rhythmus gespielt. Zu dieser Saison wechselte Lohse zum viertklassigen Bezirksligisten BSG Motor Schkeuditz. In seiner zweiten Spielzeit wurde er mit den Schkeuditzern Bezirksmeister und stieg in die drittklassigen II. DDR-Liga auf. Es folgten 1959 der Abstieg und 1960 der Wiederaufstieg in die II. DDR. Ab 1961 wurde wieder im Sommer-Frühjahr-Rhythmus gespielt, wozu in der II. DDR-Liga 39 Punktspiele zu absolvieren waren. Am Ende dieser Saison war Rolf Lohse 30 Jahre alt, und er beendete seine Laufbahn als Fußballspieler. 